# Георг фон Липе-Браке
Георг фон Липе-Браке (на немски: Georg zur Lippe-Brake) от род Липе е граф на Липе-Браке и генерал в Брауншвайг-Волфенбютел.

## Биография
Роден е на 21 ноември 1641 година в дворец Браке в Лемго. Той е по-малък син от 12-те деца на граф Ото фон Липе-Браке (1589 – 1657) и съпругата му графиня Маргарета фон Насау-Диленбург (1606 – 1661), дъщеря на граф Георг фон Насау-Диленбург (1562 – 1623) и втората му съпруга графиня Амалия фон Сайн-Витгенщайн (1585 – 1633).
Георг фон Липе-Браке умира на 14 февруари или 24 юни 1703 година в Холцминден, Долна Саксония, и е погребан там.

## Фамилия
Георг фон Липе-Браке се жени 1691 г. (морганатичен брак) за Доротея Агнес Мария Зауерман († 1696), разведена Мюленродт (1686), която е поребана на 8 април 1696 г. в Холцминден. Те имат пет дъщери и един син:
- Отилия Августа фон Липе-Браке (* 20 август 1684, Холцминден; † 5 юни 1734, Викензен), омъжена за Юлиус Хайнрих Фрайенхаген
- Елизабет Кристина фон Липе-Браке (* 1686; † 1765, Франкфурт на Одер), омъжена за Ото Хайнрих Краузе († 20 април 1743, Франкфурт на Одер)
- Филипина фон Липе-Браке
- Августа Вилхелмина фон Липе-Браке († пр. 6 септември 1692, дворец Волфенбютел)
- София Доротея фон Липе-Браке (* пр. 13 декември 1692, Волфенбютел; † 15 февруари 1755, Кьонигслутер), омъжена за Йохан Вилхелм фон Гьобел
- син († млад)[6]